# Pszczółczyn (województwo kujawsko-pomorskie)
Pszczółczyn – wieś w Polsce położona w województwie kujawsko-pomorskim, w powiecie żnińskim, w gminie Łabiszyn. Miejscowość wchodzi w skład sołectwa Wielki Sosnowiec.
W latach 1975–1998 miejscowość administracyjnie należała do województwa bydgoskiego.
Z atrakcji turystycznych znajdziemy tu Rezerwat przyrody Ostrów Pszczółczyński utworzony w 1974 roku, leżący nad Kanałem Górnonoteckim, zajmujący powierzchnię 16.8 ha. W większej części jest to las liściasty z dużym udziałem lipy szerokolistnej, występuje tu bardzo rzadki na tym terenie czosnek niedźwiedzi (Allium ursinum). Na terenie wsi znajduje się również Pomnik przyrody - Dąb o obwodzie 474 cm, a także Aleja Lipowa Prawem Chroniona. W okolicznych lasach stanowiących Leśnictwo Pszczółczyn spotkać można: jelenie, sarny, dziki, daniele, jenoty, borsuki, zające i okresowo łosie.